# جيمس توماس هوغن
جيمس توماس هوغن (بالإنجليزية: James Thomas Hogan)‏ هو نقابي وسياسي نيوزلندي، ولد في 1 ديسمبر 1874، وتوفي في 1953. انتخب عضو مجلس النواب نيوزيلندا.